# Култура на отхвърляне
Културата на отхвърляне (на английски: cancel culture) е съвременна форма на остракизъм, при която някой бива отхвърлен от социални или професионални кръгове, често онлайн или в социалните медии. Изразът „култура на отхвърляне" има предимно негативни конотации.
Културата на отхвърляне е форма на бойкот на дадена личност, обикновено знаменитост, за която се смята, че действа или говори по неприемлив начин.